# Saint-Maurice-sur-Aveyron

Saint-Maurice-sur-Aveyron este o comună în departamentul Loiret din centrul Franței. În 1 ianuarie 2022 avea o populație de 842 de locuitori.